# Lee Hye-Kyeong
Lee Hye-Kyeong (en coreano: 이혜경; 12 de enero de 1996) es una deportista surcoreana que compite en judo.
Participó en los Juegos Olímpicos de París 2024, obteniendo una medalla de bronce en la prueba de equipo mixto. Ganó tres medallas en el Campeonato Asiático de Judo entre los años 2019 y 2024.

## Palmarés internacional
| Juegos Olímpicos    | Juegos Olímpicos       | Juegos Olímpicos  | Juegos Olímpicos |
| Año                 | Lugar                  | Medalla           | Categoría        |
| ------------------- | ---------------------- | ----------------- | ---------------- |
| 2024                | París (Francia)        | Medalla de bronce | Equipo mixto     |
| Campeonato Asiático |                        |                   |                  |
| Año                 | Lugar                  | Medalla           | Categoría        |
| 2019                | Fujairah (EAU)         | Medalla de bronce | –48 kg           |
| 2022                | Nursultán (Kazajistán) | Medalla de bronce | –48 kg           |
| 2024                | Hong Kong (China)      | Medalla de plata  | –48 kg           |